# Mistrzostwa Świata w Netballu 1999
Mistrzostwa Świata w Netballu 1999 – 10. edycja MŚ w netballu, która odbyła się na Nowej Zelandii. Po raz ósmy mistrzostwo świata przypadło reprezentacji Australii, która zwyciężyła zaledwie jednym punktem (42-41) nad drużyną gospodarzy. W turnieju udział wzięło 26 drużyn. Wszystkie mecze zostały rozegrane w Christchurch w hali Westpac Arena.

## Zestawienie końcowe zespołów
| Miejsce | Drużyna           |
| ------- | ----------------- |
|         | Australia         |
|         | Nowa Zelandia     |
|         | Anglia            |
| 4       | Jamajka           |
| 5       | Południowa Afryka |
| 6       | Fidżi             |
| 7       | Wyspy Cooka       |
| 8       | Trynidad i Tobago |
| 9       | San Marino        |
| 10      | Barbados          |
| 11      | Malawi            |
| 12      | Singapur          |
| 13      | Kanada            |
| 14      | Walia             |
| 15      | Stany Zjednoczone |
| 16      | Irlandia Północna |
| 17      | Zambia            |
| 18      | Papua-Nowa Gwinea |
| 19      | Malezja           |
| 20      | Szkocja           |
| 21      | Sri Lanka         |
| 22      | Tonga             |
| 23      | Kajmany           |
| 24      | Hongkong          |
| 25      | Niue              |
| 26      | Vanuatu           |